# 창고증권
창고증권이란 창고업자에 대한 임치물 반환청구권을 표장하는 유가증권이다. 이것은 창고업자가 임치물을 보관하고 있는 동안 임치물의 반환청구권의 양도 또는 임치물상의 권리의 양도·입질(入質)과 같은 물권적 처분(物權的處分)을 하는 경우의 필요에 따르기 위하여 작성하는 것으로 창고증권의 점유이전에 법적 효력을 인정하여 임치물에 관한 거래를 간편하고 원활하게 하는 기술적 제도이다. 창고증권에 관한 입법주의에는 화물상환증과 같이 1통의 증권을 소유권이전과 질권설정(質權設定)을 할 수 있게 하는 '단권주의(單券主義)', 예치증권과 입질증권의 2통을 1조로 발행하고 전자로써 반환청구권과 소유권이전을 하고 후자로써 질권설정을 하게 하는 '복권주의(復權主義)' 및 단권·복권의 양주의를 병용하여 어느 것이나 선택하게 하는 '병용주의(倂用主義)'가 있다. 구법에 있어서는 예치증권·입질증권(入質證券)·창하증권(倉荷證券) 등을 인정하여 병용주의를 취하고 있었으나 상법은 단권주의를 채택하여 창고증권 하나만을 인정하고 있다.
일반적인 창고증권은 권리의 양도 등이 가능하므로 임치물을 반환하거나 굳이 이동시키지 않고도 단순히 창고증권을 거래함으로써 임치물의 소유권에 대한 효력을 발생시킬 수 있다. 즉 창고증권의 거래 자체가 본질적인 재화거래에 해당하며 이에 따라 부가가치세의 과세대상인 "재화"가 된다.

## 같이 보기
- 창고업